# Sweltsa oregonensis
Sweltsa oregonensis är en bäcksländeart som först beskrevs av Theodore Henry Frison 1935.  Sweltsa oregonensis ingår i släktet Sweltsa och familjen blekbäcksländor. Inga underarter finns listade i Catalogue of Life.